# A Nemzetközi Űrállomás 53. alaplegénysége
A Nemzetközi Űrállomás 53. alaplegénysége (expedíciója) hattagú alaplegénység, melyet két Szojuz űrhajó, a Szojuz MSZ–05 és a Szojuz MSZ–06 juttat fel és hoz majd le a Földre. Az expedíció a Nemzetközi Űrállomás 52. alaplegénységének Szojuz MSZ–04 űrhajóval a tervek szerint 2017. szeptember 3-i visszatérésével kezdődik majd és a Szojuz MSZ–06 űrhajó a tervek szerint 2018. márciusi visszatérésével fejeződik majd be.

## Személyzet
| Pozíció            | Első szakasz (2017. szeptember) | Második szakasz (2017. szeptembertől 2018. márciusig)                                                                                                 |
| ------------------ | --- | --- |
| parancsnok         | Randy Bresnik, NASA második űrrepülése fellövés: 2017. 07. 28., Szojuz MSZ–05 visszatérés: 2017. 10. 27. (tervezett), Szojuz MSZ–05      | Randy Bresnik, NASA második űrrepülése fellövés: 2017. 07. 28., Szojuz MSZ–05 visszatérés: 2017. 10. 27. (tervezett), Szojuz MSZ–05                   |
| fedélzeti mérnök 1 | Szergej Rjazanszkij, RKA második űrrepülése fellövés: 2017. 07. 28., Szojuz MSZ–05 visszatérés: 2017. 10. 27. (tervezett), Szojuz MSZ–05 | Szergej Rjazanszkij, RKA második űrrepülése fellövés: 2017. 07. 28., Szojuz MSZ–05 visszatérés: 2017. 10. 27. (tervezett), Szojuz MSZ–05              |
| fedélzeti mérnök 2 | Paolo Nespoli, ESA harmadik űrrepülése fellövés: 2017. 07. 28., Szojuz MSZ–05 visszatérés: 2017. 10. 27. (tervezett), Szojuz MSZ–05      | Paolo Nespoli, ESA harmadik űrrepülése fellövés: 2017. 07. 28., Szojuz MSZ–05 visszatérés: 2017. 10. 27. (tervezett), Szojuz MSZ–05                   |
| fedélzeti mérnök 3 | | Alekszandr Miszurkin, RKA második űrrepülése fellövés: 2017. 09. 13. (tervezett), Szojuz MSZ–06 visszatérés: 2018. március (tervezett), Szojuz MSZ–06 |
| fedélzeti mérnök 4 | | Mark T. Vande Hei, NASA első űrrepülése fellövés: 2017. 09. 13. (tervezett), Szojuz MSZ–06 visszatérés: 2018. március (tervezett), Szojuz MSZ–06      |
| fedélzeti mérnök 5 | | Joseph Acaba, NASA harmadik űrrepülése fellövés: 2017. 09. 13. (tervezett), Szojuz MSZ–06 visszatérés: 2018. március (tervezett), Szojuz MSZ–06       |

ForrásSpacefacts